# Samuel Schmid
Samuel Schmid (Rüti bei Büren, 8 januari 1947) is een Zwitsers politicus voorheen van de Zwitserse Volkspartij, sinds 2008 van de Burgerlijk-Democratische Partij. Tot 2008 was hij lid van de Bondsraad. In 2005 was hij de bondspresident van Zwitserland.
Hij werd op 6 december 2000 door het parlement (de bondsvergadering) in de Zwitserse regering (Bondsraad) gekozen en is een van de twee vertegenwoordigers van de Zwitserse Volkspartij in de Zwitserse regering. Sindsdien leidt hij het Departement van Defensie, Volksverdediging en Sport.
Hij had als motto voor zijn presidentschap gekozen "Ontmoeting" en zijn presidentstermijn werd gekenmerkt door de Bilateralen II, de tweede serie van afspraken met de Europese Unie, en de versterking van de collegialiteit in de regering.
In 2008 is hij lid geworden van de nieuwgevormde Burgerlijk-Democratische Partij, een afsplitsing uit de Zwitserse Volkspartij.
Dit kostte hem veel kritiek van zijn oorspronkelijke partij, de SVP. Na maanden van kritiek en controversie maakte Schmid op 12 november 2008 bekend om aan het einde van jaar af te treden als lid van de Zwitserse regering. "Ik treed af wegens gezondheids- en familieredenen, en uit liefde voor mijn land en het leger", maakte Schmid in een emotionele toespraak bekend. Hij was enkele dagen terug weer teruggekeerd op zijn post na een succesvolle galsteenoperatie. De regering bedankte Schmid voor zijn bijdragen aan het land en zijn bevolking. Schmid kwam onder grote druk te staan vanwege zijn handelingen omtrent de Legerzaken. De door hem benoemde nieuwe legerleider, Roland Nef, moest in augustus 2008 aftreden na een seksschandaal.